# A gdyby tak...
A gdyby tak... (ang. What If...) – amerykański film dramatyczny o treści religijnej z 2010 roku. W Polsce film był emitowany na antenie TV Trwam.

## Treść
Główny bohater, Ben Walker, piętnaście lat temu zrezygnował z planów zostania pastorem, wybierając karierę biznesową. Oprócz tego porzucił swoją narzeczoną, Wendy.
W obecnej chwili, Ben, realizuje się w biznesie i właśnie oświadcza się swojej nowej narzeczonej, która podobnie jak on kieruje się w życiu korzyściami materialnymi. W drodze na lotnisko jego samochód ulega awarii. Wtedy zjawia się Mike – kierowca holownika twierdząc, że jest aniołem, który ma mu pokazać jak wyglądałoby jego życie gdyby podążył za prawdziwym powołaniem.

## Obsada
- Kevin Sorbo: Ben Walker
- Kristy Swanson: Wendy Walker
- Debby Ryan: Kimberley Walker
- Taylor Grothuis: Megan Walker
- John Ratzenberger: anioł Mike
- Kristin Minter: Cynthia
- Toni Trucks: Claire
- Stelio Savante: Joel Muller[3]